# معمر بن حمد بن حسن التميمي
الأمير معمر ابن الأمير حمد ابن الأمير حسن بن طوق بن سيف التميمي هو الأمير الثالث لإمارة العيينة، وإليه ينتسب بقية أمراء الأسرة.